# NGC 5875
NGC 5875 est une galaxie spirale située dans la constellation du Bouvier. Sa vitesse par rapport au fond diffus cosmologique est de 3 585 ± 6 km/s, ce qui correspond à une distance de Hubble de 52,9 ± 3,7 Mpc (∼173 millions d'al). NGC 5875 a été découverte par l'astronome germano-britannique William Herschel en 1788.
La classe de luminosité de NGC 5875 est II et elle présente une large raie HI. Selon la base de données Simbad, NGC 5875 est une galaxie de Seyfert de type 2.
À ce jour, une douzaine de mesures non basées sur le décalage vers le rouge (redshift) donnent une distance de 47,342 ± 8,121 Mpc (∼154 millions d'al), ce qui est à l'intérieur des valeurs de la distance de Hubble. Notons cependant que c'est avec la valeur moyenne des mesures indépendantes, lorsqu'elles existent, que la base de données NASA/IPAC calcule le diamètre d'une galaxie et qu'en conséquence le diamètre de NGC 5875 pourrait être d'environ 40,0 kpc (∼130 000 al) si on utilisait la distance de Hubble pour le calculer.